# حقوق الإنسان في البحرين

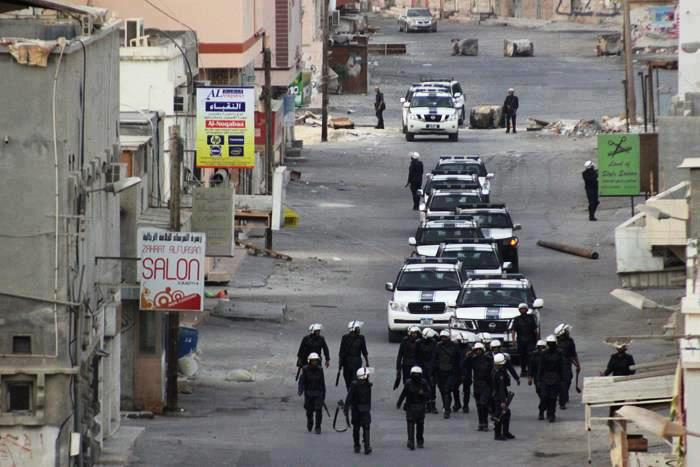
صورة للشرطة البحرينية العربية تقوم بقمع المتظاهرين

حقوق الإنسان في البحرين، هي الحقوق التي يتمتع بها المواطنين في البحرين، وقد تعرضت البحرين لعدة إنتقادات بسبب حقوق الإنسان. 
وصفت هيومن رايتس ووتش سجل البحرين في مجال حقوق الإنسان   بأنه كئيب وفي تدهور حاد في النصف الأخير من عام 2010.
وردت مزاعم بأن حكومة البحرين تهمش السكان المسلمين الشيعة وتقوم بتعذيب وإساءة معاملة السجناء السياسيين لانتزاع الاعترافات وتمنع المواقع والمدونات المرتبطة بالمعارضة وتضايق المدافعين عن حقوق الإنسان. الحملة على المحتجين خلال الربيع العربي في عام 2011 جلبت المزيد من الشكاوى المتعلقة بحقوق الإنسان بما في ذلك تدمير عشرات المساجد الشيعية.
أنشئت اللجنة البحرينية المستقلة لتقصي الحقائق في 29 يونيو 2011 من قبل الملك حمد بن عيسى آل خليفة لتقييم الحوادث التي وقعت في المملكة خلال فترة الاضطرابات في فبراير ومارس 2011 والنتائج المترتبة على هذه الأحداث. صدر التقرير في 23 نوفمبر من ذلك العام أكدت أن هناك بعض حوادث الاعتداء الجسدي والنفسي على المعتقلين. انتقدت اللجنة عدم الإفصاح عن أسماء الجناة والاكتفاء بأولئك الذين قاموا بانتهاكات حقوق الإنسان.

## الأشخاص عديمو الجنسية
هناك مشكلة متزايدة من الأشخاص عديمي الجنسية والمعروف باسم البدون الذين ينحدرون من الإيرانيين (خاصة الفرس) الذين عاشوا في البحرين لعدة عقود. معظم عديمي الجنسية هم من المسلمين وبعضهم مسيحيون.
في البحرين يحرم الأشخاص عديمو الجنسية من حق الإقامة القانونية ولا يسمح لهم في السفر إلى الخارج أو شراء منازل أو الحصول على وظيفة حكومية. كما لا يسمح لهم بتملك الأراضي الخاصة أو البدء بالأعمال التجارية واقتراض القروض. في الآونة الأخيرة أصدرت الحكومة البحرينية لوائح منعهم من إرسال أبنائهم إلى المدارس العامة والحصول على الرعاية الطبية المجانية مما أفرز أزمة في حرمان الأطفال من التمتع بحقوق المواطنة المكتسبة. وبما ان القانون البحريني يمنح الجنسية البحرينية وفق رابطة الدم فقط، فإن معظم الأطفال الذين ولدوا لآباء مسحوبة جنسياتهم أصبحوا بلا جنسية.
كما أن إمكانية ترحيلهم واردة في أي الوقت. منذ بداية عقد 1980 قامت الحكومة البحرينية بترحيل مئات من البدون إلى إيران.

## مزاعم التعذيب
على الرغم ادعاء الحكومة بأنها تحسنت على مدى عدة سنوات فإن هيومن رايتس ووتش تدعي أن التعذيب مازال جزءا منتظما من العملية القانونية في البحرين.
وفقا لتقرير هيومن رايتس ووتش عام 2011 فإن الحكومة ما بين عامي 2007 و2009 تمارس بانتظام التعذيب وسوء المعاملة في استجواب المشتبه بهم أمنيا. على الرغم من نفي المتحدثين باسم الحكومة فإنه ليس هناك دليل على تحقيقات جنائية والحكومة لم تفرض تدابير تأديبية على الجناة المزعومين.
في عام 2011 ادعت هيومن رايتس ووتش أن لديها أدلة على تحسن أحوال العمال المغتربين.
في أكتوبر 2017، قال منتدى البحرين لحقوق الإنسان ومنظمة سلام للديمقراطية وحقوق الإنسان إن تدهور الحالة الحقوقية بالبحرين يشكل خطرًا على أكثر من أربعة آلاف سجين سياسي يقبعون في سجون البلاد. الدراسة التي أعدها المركزان وثقت اعتقال أكثر من 12 ألف مواطنًا بحرينيًا بشكل تعسفي منذ عام 2011 بينهم 968 طفلا و330 امرأة، تعرّض حوالي 4 آلاف منهم للتعذيب والمعاملة غير الإنسانية. الدراسة اتهمت كذلك وزير الداخلية البحريني بالإشراف بشكل شخصي على تعذيب المعتقلين.

## مزاعم الطائفية

### الأصل
غالبية سكان البحرين هم من المسلمين الشيعة. عائلة آل خليفة الحاكمة تحظى بدعم من المملكة المتحدة والولايات المتحدة وصلت للبحرين قادمة من قطر في نهاية القرن الثامن عشر. يزعم الشيعة أن آل خليفة فشلوا في كسب الشرعية في البحرين وأنشئوا نظام عنصري سياسي يقوم على التمييز العنصري والطائفي والقبائلي. قال فالي نصر وهو خبير بارز في شؤون الشرق الأوسط والعالم الإسلامي إنه بالنسبة إلى حكم السُّنة فإن الشيعة يعيشون تحت الفصل العنصري.

### العملية
وفقا لمقال نشر في صحيفة كريسشان ساينس مونيتور فإن البحرين تمارس شكلا من أشكال الفصل العنصري الطائفي من خلال عدم السماح للشيعة بشغل مناصب حكومية رئيسية أو الخدمة في الشرطة أو الجيش. في الواقع فإن من يعمل في قوات الأمن هم السُّنة من سوريا وباكستان الذين استطاعوا الحصول على الجنسية البحرينية مما أثار استياء السكان الشيعة الأصليين.
وفقا لمركز البحرين لحقوق الإنسان فإن الشيعة يتجاوزون 70٪ من السكان ويشغلون أقل من 18٪ من إجمالي الوظائف العليا في الوزارات الحكومية. في العديد من الوزارات والشركات الحكومية فإنه لا يتم تعيين أي شيعي في الوظائف القيادية.
الوظائف في الشرطة والجيش محصورة في السُّنة. المسلمين السُّنة من قبائل معروفة هاجروا إلى البحرين من أجل شغل هذه الوظائف.
الشيعة وبعض السنة من أصول فارسية ممنوعين من الإقامة في مدينة الرفاع حيث يسمح فقط للمسلمين السنة بالعيش فيها.
وفقا لهيومن رايتس ووتش فإن قانون الأحوال الشخصية في البحرين (القانون 19/2009) الذي اعتمد في عام 2009 فإن قضايا الزواج والطلاق والحضانة والميراث تنطبق على السُّنة فقط على الرغم من أن المجموعات النسائية تعتقد أنه ينبغي معاملة جميع المواطنين بالتساوي بسبب رفض الشيعة توحيد قانون الأحوال الشخصية.
هناك أيضا مخاوف من جهود الحكومة البحرينية المنهجية للحد من الأغلبية الشيعية من خلال تشجيع هجرة المسلمين السُّنة ومنحهم الجنسية. وفقا للمعارض الصحفي سعيد الشهابي المنفي اختياريا في لندن فإن هناك مشكلة التجنيس السياسي والعائلة الحاكمة مماثلة لنظام الفصل العنصري في جنوب أفريقيا حيث كان الأقلية الحاكمة يرغبون في تغيير ديموغرافية البلد.

### مزاعم التمييز الطائفي
في 28 أبريل 2007 مرر مجلس النواب قانون يحظر على العمال المهاجرين غير المتزوجين من الإقامة في المناطق السكنية. قال النائب ناصر الفضالة من الإخوان المسلمين والحليف المقرب من الحكومة لتبرير القانون بأن العزاب يستخدمون هذه المنازل لصناعة وترويج الخمر وتشكيل شبكات دعارة واغتصاب الأطفال والخادمات.
قال عضو جمعية الوفاق الوطني الإسلامية النائب البلدي في محافظة العاصمة صادق رحمة رئيس اللجنة الفنية: «صيغ القانون لحماية حقوق كل من العائلات والعزاب الآسيويين (..) يصعب على العائلات التسامح والعيش مع عادات العمال (..) يخرجون من منازلهم نصف عاريين ويشربون الخمر بشكل غير قانوني في منازلهم ويستخدمون المومسات ويوسخون الحي (..) العمال الفقراء يسكنون في مجموعات تبلغ الخمسين عاملا أو أكثر في كثير من الأحيان. القانون ينص على وجود حمام واحد على الأقل لكل خمسة أشخاص (..) كانت هناك أيضا حالات تحرش بالأطفال الصغار».
أصدر مركز البحرين لحقوق الإنسان بيانا صحفيا يدين هذا القرار التمييزي كما أن هذا القنون يشجع المواقف العنصرية السلبية تجاه العمال المهاجرين. قال نبيل رجب نائب رئيس المركز: إنه لأمر رهيب أن البحرين من العمل الشاق لهؤلاء العمال ولكنهم يرفضون العيش معهم في المساواة والكرامة. الحل هو عدم إجبار العمال المهاجرين بعزلهم وحث الشركات على تحسين الظروف المعيشية للعمال وعدم اسكانهم بأعداد كبيرة في أماكن غير مناسبة وتحسين مستوى المعيشة بالنسبة لهم.
كانت هناك موجة من رسائل الكراهية تجاه البحرينيين بالتجنس من البلدان النامية بعد زعم قادة المعارضة السياسية أن الهجرة تمثل إبادة الثقافية. في نوفمبر 2006 نشرت صحيفة الأيام مجموعة من التهديدات التي أرسلت إلى المواطنين المتجنسين يحذرونهم بالاختيار بين الحقيبة والتابوت وأعطوهم وعدا بأن مصيرهم الموت والنار. لقد أخذتم منا نحن أبناء البحرين بيوتنا ووظائفنا وفرصنا للتعليم. أنكم سوف تواجهون نفس مصير المصريين في العراق [بعد نهاية الحرب العراقية الإيرانية]. سوف تكون هناك مسامير ومطارق وتابوت. مصيرك قريب.

### انتقاد الحكومة البحرينية
من بين الصحفيين والكتاب ونشطاء حقوق الإنسان الذين انتقدوا نظام البحرين بسبب الفصل العنصري هم منصور الجمري رئيس التحرير السابق لصحيفة الوسط المعارضة وسعيد الشهابي من حركة أحرار البحرين وقناة بريس تي‌ في الإيرانية ونيكولاس كريستوف كاتب العمود في صحيفة نيويورك تايمز وإرشاد مانجي وشيبيل صديقي وأمين عز الدين وبين كوهين والأستاذ الجامعي ستاتشي ستروبل ووزير خارجية إيران علي أكبر صالحي.
في عام 1996 ذكرت صحيفة الغارديان البريطانية أنه «إذا البحرين ترغب في الحفاظ على سمعتها كمركز مالي في الخليج فيجب على الحكومة البدء في التوصل إلى إجماع وطني جديد وإنهاء الفصل العنصري ضد الشيعة».
في عام 1997 ادعى جو ستورك من هيومن رايتس ووتش أن ممارسة الحكومة للفصل العنصري ضد الشيعة بدأ في التفاقم.
في 12 أبريل 2022، انتقدت منظمة أمريكيون من أجل الديمقراطية وحقوق الإنسان في البحرين ADHRB)) العلاقات بين المملكة المتحدة والولايات المتحدة مع البحرين، مشيرة إلى أن الدولتين تغضتا الطرف عن تقنين الأمة العربية للقمع المنهجي وحقوق الإنسان. الانتهاكات. تم إدانة الولايات المتحدة والمملكة المتحدة لاستمرارهما في العمل كالمعتاد مع البحرين وتجاهلهما التعذيب والمحاكمات الجائرة وقتل المتظاهرين ومنتقدي الحكومة. ذكرت منظمة أمريكيون من أجل الديمقراطية وحقوق الإنسان في البحرين أن الإصلاحات السياسية غير المجدية التي سنتها الحكومة البحرينية لتحسين حالة حقوق الإنسان في البلاد قد غطت كلاً من الولايات المتحدة والمملكة المتحدة لمواصلة علاقاتهما السياسية مع الأمة العربية، مع تجاهل انتهاكات حقوق الإنسان في البلاد.
اعتقل الأكاديمي عبد الجليل السنكيس من قبل السلطات البحرينية وحكم عليه بالسجن مدى الحياة لدوره في انتفاضات 2011. وبعد إلقاء القبض عليه، تعرض للضرب ليلا لمدة شهرين واحتجز في الحبس الانفرادي. تعرض للتعذيب وسوء المعاملة، حيث أُجبر على «الوقوف على ساق واحدة لفترات طويلة»، وتعرض للتعذيب بدفع عكازه «في أعضائه التناسلية» و «هدده بالاغتصاب وأدلى بتعليقات جنسية صريحة حوله. زوجته وابنته»., في يوليو 2021، أضرب السنكيس عن الطعام احتجاجًا، بعد أن صادرت إدارة السجن عمله البحثي لمدة أربع سنوات. رفض تناول الطعام الصلب وعاش على السوائل والفيتامينات. في يوليو 2022، أعلن السنكيس الامتناع عن تناول الأملاح التي تساعد في استقرار حالته الصحية. ودعت منظمة العفو الدولية السلطات البحرينية إلى «الإفراج الفوري وغير المشروط عنه»، وتسليم عمله لأسرته و «ضمان حصوله على الدواء» المطلوب.
في 10 أكتوبر / تشرين الأول 2022 ، أصدرت هيومن رايتس ووتش ومعهد البحرين للحقوق والديمقراطية تقريرًا مشتركًا يفيد بأن المحاكم البحرينية تنتهك بشكل روتيني حقوق المتهمين في محاكمات عادلة ، وحكمت على المتهمين بالإعدام بعد محاكمات جائرة بشكل واضح ، تستند أساسًا إلى اعترافات يُزعم أنها انتُزعت بالإكراه. من خلال التعذيب. منذ عام 2011 ، حكمت المحاكم في البحرين على 51 شخصًا بالإعدام ، وأعدمت الدولة ستة منذ انتهاء الوقف الفعلي لتنفيذ أحكام الإعدام في 2017. اعتبارًا من يونيو 2022 ، كان 26 رجلاً ينتظرون تنفيذ حكم الإعدام فيهم ، وجميعهم استنفدوا استئنافهم.
في 8 مارس 2023 ، ألغت الحكومة البحرينية تأشيرات الدخول لاثنين من موظفي هيومن رايتس ووتش. تم إصدار التأشيرات في 30 يناير للجمعية 146 للاتحاد البرلماني الدولي (IPU) التي استضافتها البحرين في الفترة من 11 إلى 15 مارس 2023. مُنعت هيومن رايتس ووتش من الوصول إلى مؤتمر الاتحاد البرلماني الدولي ، على الرغم من حصولها على صفة مراقب دائم لدى الجمعية.

### دعوات لمقاطعة الانتخابات
في عام 2010 دعت حركة حق وحركة الوفاء الإسلامية وحركة أحرار البحرين لمقاطعة الانتخابات النيابية التي ستكون في 23 أكتوبر وأن المشاركة ستعتبر بمثابة قبول بنظام الفصل العنصري الطائفي الظالم.

### الربيع العربي
في فبراير 2011 امتد التوتر بين الأقلية الحاكمة السُّنية والأغلبية الشيعية أكثر من خلال انتشار الاحتجاجات في الشوارع التي تم قمعها بعنف من قبل قوات الشرطة، مما أسفر عن وفيات عدة مدنيين. صحفية موقع كريستيان ساينس مونيتر ماكلاتشي ذكرت أنه اعتبارا من منتصف مايو 2011:
ذكرت منظمة أطباء من أجل حقوق الإنسان أنه خلال احتجاجات 2011 بدأت الحكومة البحرينية هجمات منتظمة وهادفة ضد العاملين في المجال الطبي الذين قاموا بعلاج المتظاهرين المدنيين وفي تقرير بعنوان لا ضرار: دعوة للبحرين لإنهاء الهجمات المنهجية على الأطباء والمرضى الذي صدر في أبريل 2011 حيث وثقت المنظمة انتهاكات الحياد الطبي بما في ذلك الضرب وسوء المعاملة وتهديد الأطباء الشيعة في مستشفى السلمانية. سرقت قوات الأمن الحكومية سيارات الإسعاف واتهمت المسعفين الشيعة. قامت الحكومة بعسكرة المستشفيات والعيادات وبالتالي عرقلة الرعاية الطبية مما جعل الخوف يستشري من منع المرضى من طلب العلاج الطبي العاجل. تضمنت النتائج الرئيسية الأخرى في التقرير استخدام القوة المفرطة ضد المدنيين العزل والاعتداءات العنيفة على المدنيين المحتجزين من قبل السلطات الحكومية وقوات الأمن.
في مايو 2011 شهد ريتشارد سولوم نائب مدير منظمة أطباء من أجل حقوق الإنسان أمام لجنة توم لانتوس لحقوق الإنسان وهو تجمع للحزبين الجمهوري والديمقراطي لمجلس النواب الأمريكي في جلسة استماع الوضع في البحرين. أفاد عن الانتهاكات الموثقة من قبل منظمة أطباء من أجل حقوق الإنسان ودعا الكونغرس لاتخاذ موقف أقوى ضد انتهاكات حقوق الإنسان في البحرين.
اعتقل نحو ألف بحريني منذ بداية الاحتجاجات والمنظمات الدولية لحقوق الإنسان وثقت مئات من حالات التعذيب وإساءة معاملة المعتقلين الشيعة. وفقا لكريسشان ساينس مونيتور فقد ذهبت الحكومة إلى أبعد مدى في سحق المعارضة السياسية إلى درجة الإذلال النفسي للأغلبية الشيعية في الجزيرة وإخضاعها للصمت.
أنشئت اللجنة البحرينية المستقلة لتقصي الحقائق في 29 يونيو 2011 من قبل الملك حمد بن عيسى بن سلمان آل خليفة لتقييم الحوادث التي وقعت في المملكة خلال فترة الاحتجاجات في فبراير ومارس 2011 والنتائج المترتبة على هذه الأحداث. صدر التقرير في 23 نوفمبر وأكد استخدام الحكومة البحرينية للتعذيب وغيره من أشكال الإيذاء البدني والنفسي على المعتقلين. انتقدت اللجنة لعدم الإفصاح عن أسماء الجناة الذين قاموا بالانتهاكات ومساءلة أولئك الذين قاموا بنشاط انتهاكات حقوق الإنسان.

### إدانة العاملين في المجال الطبي
أصدرت محكمة الأمن ما وصف بأحكام قاسية نحو 20 من العاملين الطبيين البحرينيين في سبتمبر 2011. اتهم العمال الذين عملوا جميعا في مستشفى السلمانية بالاستيلاء على المستشفى واستخدامه لنشاط المناهضين للحكومة وقد حكم عليهم بالسجن مددا تتراوح بين 5 و15 سنة.
أدان الأمين العام للأمم المتحدة بان كي مون وجماعات دولية لحقوق الإنسان مثل أطباء من أجل حقوق الإنسان الأحكام وطالبوا بإلغاء الأحكام وإعادة محاكمتهم في محكمة مدنية.
في يناير 2012 منع ريتشارد سولوم نائب مدير منظمة أطباء من أجل حقوق الإنسان من دخول البحرين حيث كان قد سافر لمتابعة استئناف 20 مسعف لأحكامهم في محكمة الاستئناف. وعدت البحرين بمزيد من الشفافية في أعقاب إجراء تحقيق دولي في انتهاكات حقوق الإنسان التي وقعت خلال الاحتجاجات بعد رفض السماح لسولوم الذي يحمل تأشيرة دخول صالحة لمشاهدة المحاكمة أو حتى دخول البلاد.

## الحقوق المدنية والسياسية
الانتخابات النيابية والبلدية تجري كل أربع سنوات منذ عودة العمل بالدستور في عام 2002 عندما تم منح المرأة أيضا التصويت لأول مرة كجزء من الإصلاحات الديمقراطية التي تعهد بها الملك حمد. الهيئة التشريعية تتكون من مجلسين حيث أن أحدهما هو مجلس النواب الذي يتم فيه الانتخاب بالاقتراع العام ومجلس الشورى الذي يعين أعضائه مباشرة من قبل الملك. مجلس الشورى يضم عضوين أحدهما مسيحي والآخر يهودي.
لا يتم انتخاب رئيس الوزراء ووزراء الحكومة ويتم تعيينهم مباشرة من قبل الملك ولكن يمكن سحب الثقة في الوزراء. رئيس الوزراء الحالي خليفة بن سلمان آل خليفة هو عم الملك الذي تولى مهام منصبه منذ عام 1970. تسعة وزراء من أصل ثلاثة وعشرين عضوا في مجلس الوزراء المعينون في ديسمبر 2014 هم أعضاء في العائلة المالكة آل خليفة.
البحرين لديها مجتمع مدني معقد وسبق الإصلاحات التي أدخلها الملك حمد جذور الحركة العمالية وتنمية الطبقة الوسطى المتعلمة في عقد 1930. وفقا لدراسة بعنوان أصوات في البرلمان، مناظرات في المجالس، لافتات على الشارع: الافنيوز من المشاركة السياسية في البحرين عام 2006 حول المجتمع المدني في البحرين من قبل معهد الجامعة الأوروبية:
خلافا للآراء الشائعة في المجتمعات دول الخليج العربي فإن المجتمع في البحرين يقدم مصفوفة معقدة من المؤسسات الاجتماعية المترابطة وفهمها للمعنى الأنثروبولوجي الأوسع. يتم تعبئتها بدرجات متفاوتة لأغراض سياسية.
تموين الطعام يتم من كلا الطائفتين. فتحت الأندية الأولى في المنامة في وقت سابق مما كانت عليه في بقية منطقة الخليج العربي. تأسس نادي العروبة الذي يضم معظم الليبراليين البارزين في عقد 1930.
تقام التفاعلات السياسية والاجتماعية في مقرات الجمعيات السياسية. يقام في العديد منها محاضرات أسبوعية أو شهرية منتظمة. يقع العديد من مقر المنظمات غير الحكومية والنقابات قريبة جدا من بعضها البعض حيث أن الملك قد تبرع ببناء مبنى متعدد الطوابق لهذا الغرض في عام 2001.
بالنسبة إلى متوسط الناشط السياسي البحريني فهناك عادة عدد من الوسائل وفقا لمعهد الجامعة الأوروبية:
تحركات الحكومة للانضمام للمعاهدات الدولية التي تحمي حقوق الإنسان تجد معارضة من قبل مجلس النواب. تم حظر محاولة أولية للحصول على تصديق مجلس النواب على البروتوكول الاختياري الملحق بالاتفاقية الدولية الخاصة بالحقوق المدنية والسياسية في فبراير 2006 على أساس أن أعضاء مجلس النواب البارزين قالوا بأنه يتناقض مع القوانين الإسلامية. اشتكى رئيس كتلة المنبر صلاح علي أن الاتفاقية ستسمح للمواطنين بتغيير الأديان دون أي قيود مشيرا إلى أن أي مسلم يستطيع التحول إلى أي دين آخر وهو أمر مخالف للقانون الإسلامي الذي يوجب قطع رأسه. بموجب الاتفاقية سيكون من حق المرأة الزواج من دون موافقة ولي أمرها بينما في الإسلام عليهن أن يفعلن ذلك إذا كانت لم يسبق لها الزواج.
لم يكن حتى يونيو 2006 لم تنضم البحرين رسميا إلى المعاهدة.
كان المجتمع المدني بارزا في دعم تشريعات محددة لتعزيز حقوق الإنسان من خلال مجلس النواب. إحدى الحملات هي دعوة حكومة البحرين للتصديق على نظام روما الأساسي للمحكمة الجنائية الدولية حيث كتب ناصر بردستاني (الذي يشغل أيضا منصب رئيس فرع البحرين لمنظمة العفو الدولية) قائلا:
قال التحالف من أجل المحكمة الجنائية الدولية منسق منطقة الشرق الأوسط وشمال أفريقيا أمل باشا نقلا عن الدور الذي تلعبه البحرين في المنطقة وتأثير تساقط أحجار الدومينو بتصديق البحرين يمكن أن يكون له تأثير كبير بين دول الخليج العربي المجاورة: وأضافت «نعتقد أن البحرين يمكن أن تكون بمثابة المحفز الحقيقي من خلال التصديق في أقرب وقت ممكن. سيكون دفعة جدية لحركة العالم المتزايد لضمان المساءلة عن أسوأ انتهاكات القانون الدولي لحقوق الإنسان والقانون الإنساني».

### عقوبة الاعدام
في عام 2017 ، أنهت البحرين تعليقها على استخدام عقوبة الإعدام ، وبحلول عام 2020 كانت قد أعدمت ستة أشخاص. اعتبارًا من عام 2021 ، كان هناك 27 فردًا ينتظرون تنفيذ حكم الإعدام فيهم في البلاد ، مع اعتبار 25 منهم "معرضين لخطر وشيك" بالإعدام وفقًا لمعهد البحرين للحقوق والديمقراطية.
زعم تقرير صادر عن منظمة هيومن رايتس ووتش نُشر في أكتوبر / تشرين الأول 2022 أنه على الرغم من الوقف الفعلي لتنفيذ عمليات الإعدام في عام 2017 ، استمرت عمليات الإعدام في البحرين. حكم على ما يقرب من 51 شخصًا بالإعدام استنفدوا استئنافهم ، على الرغم من أن القانون البحريني يخضع لسيطرة الملك حمد بن عيسى آل خليفة. كان من الممكن للملك المصادقة على الأحكام أو منح العفو عن المحكوم عليهم. وزعم التقرير أن المحاكم البحرينية أخفقت على مستويات متعددة في التحقيق في تقارير التعذيب أو الإساءات المستخدمة كوسيلة لانتزاع الاعترافات كدليل على عقوبة الإعدام ، المحظورة بموجب المادة 7 من العهد الدولي الخاص بالحقوق المدنية والسياسية.

## الإبعاد والتجريد من الجنسية
في التقرير السنوي لعام 2016 حول حقوق الإنسان في البحرين، قالت منظمة العفو الدولية إن السلطات البحرينية ما زالت تمارس سياسة تجريد معارضيها من الجنسية. المنظمة الدولية وثقت تجريد نحو 80 شخصًا من جنسيتهم بعد إدانتهم بتهم تتعلق بالإرهاب. وبالإضافة لذلك، وثقت المنظمة قيام السلطات بإبعاد وترحيل نشطاء سياسيين وحقوقيين بشكل قسري بعد محاكمتهم بتهم تمس الحق في حرية الرأي والتعبير.
لم يكن لدى يوسف الجمري أي فكرة أنه حتى بعد فراره من البحرين ، لن يتمكن من الهروب من أعين الحكومة المتطفلة ، حتى بعد حصوله على اللجوء في المملكة المتحدة. بعد انتقاله إلى المملكة المتحدة وقبول طلب اللجوء الخاص به ، قدم الجمري اتهامات قانونية ضد البحرين إلى جانب شركة برامج التجسس سيئة السمعة NSO Group لإصابة هاتفه ببرنامج ضار ، تم إنشاؤه باستخدام تكنولوجيا عسكرية في أغسطس 2019. كان الاختراق هو تم التحقق منه من قبل الباحثين في CitizenLab ومقرها تورونتو. ونتيجة لذلك اشتكى يوسف من تعرضه للإصابة الشخصية وفقدان الخصوصية والضيق والقلق. قدم محامو الجمري ادعاءات حول نفس الشيء في رسالة ما قبل المطالبة التي تم إرسالها إلى كل من المتهم ومجموعة NSO والحكومة البحرينية. لم يتم تلقي أي رد من الاثنين بشأن الاقتراب من أجل التعليقات.

## حرية التعبير
تزعم الحكومة أن الصحافة حرة. ومع ذلك فإن قانون العقوبات لسنة 1976 الذي مازال ينشط حتى اليوم يتعرض لانتقادات على نطاق واسع من قبل هيئات حقوق الإنسان المحلية والدولية لمنح سلطات واسعة النطاق للنظام لقمع المعارضة. لاحظت هيومن رايتس ووتش في عام 2004 أن قانون العقوبات يعطي الحكومة حرية واسعة لقمع الانتقادات العلنية وإصدار أحكام تتعارض مع المعايير الدولية لحقوق الإنسان. في عام 2004 ذكرت منظمة العفو الدولية أن القانون يمكن أن يستخدم كمبرر لتقييد حرية التعبير. وتكرر المنظمة دعوتها لإعادة النظر في القانون في أقرب وقت ممكن لضمان الامتثال للمعايير الدولية لحقوق الإنسان.
وفقا لتقرير هيومن رايتس ووتش في عام 2011 فإن حرية الصحافة المطبوعة والإلكترونية مقيدة بشدة وبعضها محجوبة ويزعم الصحفيين أنهم تعرضوا للتعذيب وتم تسريح المحررين.
أيدت السلطات البحرينية عقوبة الإعدام ضد رجلين، محمد رمضان وحسين موسى، في يوليو 2020. وكانا ناشطين مؤيدين للديموقراطية تم اعتقالهما في سنة 2014 عندما قُتل رجل شرطة أثناء انفجار في المنامة. ومع ذلك فقد أدانت المنظمات الدولية الحكم حيث صرحت مجموعات حقوق الإنسان أنه تم انتزاع الاعترافات من الرجلين بالتعذيب.,
بناءً على رسالة مكتوبة في ديسمبر 2021 من المقرر الخاص للأمم المتحدة المعني بالمدافعين عن حقوق الإنسان وخبراء الأمم المتحدة الذين يخدمون حكومة البحرين، تم التأكيد على صحة عبد الجليل السنكيس في 28 فبراير 2022. وقد ورد أن المدافع عن حقوق الإنسان الذي هو معاق منذ صغره، انخفض ضغط دمه بشدة، وواجه دوارًا عدة مرات مع نوبات وضيق في التنفس. إلى جانب تصاعد التدهور الصحي، أثار السنكيس مخاوف جديدة بشأن تعليق مكالمات الفيديو مع عائلته ومصادرة مواده البحثية. في يناير 2023 ، تم توجيه رسالة إلى ملك البحرين تحثه على إطلاق سراح الأكاديمي المسجون الدكتور عبد الجليل السنكيس. كانت هناك محاولات في الماضي ، مثل الرسالة المكتوبة التي تطلب الإفراج عنه في أغسطس 2022 والقرار العاجل الذي اعتمده البرلمان الأوروبي في ديسمبر 2022. وفي الرسالة المكتوبة ، ذكّرت المنظمة في يناير 2023 بمناسبة عيد ميلاده الحادي والستين ، والذي سيكون عيد الميلاد الثاني عشر الذي يقضيه الأكاديمي في السجن.

### الرقابة على الإنترنت
تصنف الرقابة على الإنترنت في البحرين بالمنتشرة في المجالات السياسية والاجتماعية وكبيرة في أدوات الإنترنت وانتقائية في الصراعات أو الأمن من خلال مبادرة الشبكة المفتوحة في أغسطس 2009. وضعت منظمة مراسلون بلا حدود البحرين على قائمة أعداء الإنترنت في عام 2012.
في 5 يناير 2009 أصدرت وزارة الثقافة والإعلام أمر (قرار رقم 1 لسنة 2009) وفقا لقانون الاتصالات وقانون الصحافة والمطبوعات البحريني الذي ينظم الحجب ورفع الحظر عن المواقع. هذا القرار يتطلب من جميع مزودي خدمات الإنترنت شراء وتثبيت أحد برمجيات الحجب الذي اختارته الوزارة. هيئة تنظيم الاتصالات بمساعدة وزارة الثقافة والإعلام نفذت القرار المذكور عن طريق تنسيق الشراء الموحد. يتم تشغيل هذه البرمجيات فقط من قبل وزارة الإعلام والثقافة وليس للهيئة ولا مزودي خدمات الإنترنت أي سيطرة على المواقع التي يتم حظرها أو رفع الحجب عنها.

## الحرية النقابية
وفقا لتقرير هيومن رايتس ووتش في عام 2011 فإنه تم تقليص حرية تكوين الجمعيات بشدة حسب قانون الجمعيات الذي يحظر على الجمعيات الأهلية من المشاركة في الأنشطة السياسية. نتيجة لهذا القرار أغلقت جمعية البحرينية لحقوق الإنسان وجمعية حماية البحرين من العمال المهاجرين ومركز حقوق الإنسان وجمعية شباب البحرين لحقوق الإنسان.

## تقرير البندر
تشير فضيحة البندر لمؤامرة سياسية مزعومة من قبل مسؤولين حكوميين لإثارة الفتنة الطائفية وتهميش الطائفة الشيعية ذات الأغلبية في البلاد. يزعم أن تمويل وتسيير المؤامرة تم من قبل أحمد بن عطية الله آل خليفة وزير شؤون مجلس الوزراء ورئيس الجهاز المركزي للمعلومات وعضو العائلة المالكة آل خليفة. تم الكشف عن هذه المزاعم في سبتمبر 2006 في وثيقة تتكون من 240 صفحة طبعها مركز الخليج للتنمية الديمقراطية ومن تأليف صلاح البندر مستشار وزارة شؤون مجلس الوزراء. وعقب توزيع التقرير فإن الشرطة البحرينية رحلت قسرا البندر إلى المملكة المتحدة التي يحمل جنسيتها. وفقا للبندر قام الوزير بتفعيل خمس بنود بتكلفة وصلت إلى أكثر من مليون دينار بحريني (2.7 مليون دولار أمريكي):
- خلية استخبارات سرية للتجسس على الشيعة.
- منظمات مدعومة من الحكومة ومنظمات غير حكومية وهمية مثل جمعية الحقوقيين البحرينية وجمعية البحرين لمراقبة حقوق الإنسان.
- منتديات ومواقع على إنترنت تحرض على الكراهية الطائفية.
- دعم المهتدين الجدد المتحولين من الطائفة الشيعية إلى الطائفة السنية.
- مدفوعات لتزوير الانتخابات.

## الحرية الدينية
ينص الدستور على أن الإسلام هو الدين الرسمي للدولة وأن الشريعة (القانون) الإسلامية هي المصدر الرئيسي للتشريع. المادة 22 من الدستور تنص على حرية الضمير وحرمة العبادة وحرية القيام بشعائر الأديان والمواكب والاجتماعات الدينية وفقا للعادات المرعية في البلد ومع ذلك وضعت الحكومة بعض القيود على ممارسة هذا الحق. واصلت الحكومة ممارسة الرقابة ورصد كل من المسلمين السُّنة والشيعة واستمرت بالتمييز ضد المسلمين الشيعة في بعض الحقول. أعضاء الجماعات الدينية الأخرى يمارسون عباداتهم بدون تدخل من الحكومة. كانت هناك تقارير متفرقة عن حوادث ما بين الحكومة وعناصر من الشيعة الذين كانوا غالبا ما ينتقدون سيطرة السُّنة على الحكومة. استمرت المشاكل موجودة ونابعة في المقام الأول من معاملة الحكومة غير المتساوية للشيعة في البلاد.

### تدمير المرافق الدينية
في أعقاب احتجاجات عام 2011 فقد قامت الحكومة بهدم العشرات من المساجد الشيعية. وفقا لزعماء شيعيين فإن الهدم يتم أثناء الليل برفقة الشرطة والحراسات العسكرية وفي كثير من الحالات يتم نقل الأنقاض بعيدا قبل أن يستيقظ سكان القرية بحيث لا يتركون أي أثر. خالد بن علي بن عبد الله آل خليفة وزير العدل والشؤون الإسلامية والأوقاف دافع عن عمليات الهدم قائلا: «هذه ليست مساجد بل هذه مباني غير قانونية». ومع ذلك فإن الصور الملتقطة للمساجد المهدمة تبين أنها مبنية منذ عقود.

### الإعلام والنشر
يوجد في البحرين ثمانية صحف يومية تمثل شريحة واسعة من الرأي. في عام 2002 تم تعيين منصور الجمري نجل الزعيم الروحي الشيعي في البحرين عبد الأمير الجمري والمتحدث باسم حركة أحرار البحرين رئيسا لتحرير صحيفة الوسط المعارضة. الصحيفة مقربة من المعارضة الإسلامية الشيعية وخاصة علي سلمان. تمثل صحيفة أخبار الخليج اليسار والقومية العربية وتضم كتاب أعمدة مثيرين للجدل مثل سميرة رجب. ينظر إلى صحيفة الأيام بكونها تمثل التيار الليبرالي الموالية للحكومة حيث أن صاحبها هو المستشار الصحفي والإعلامي للملك حمد.
قانون الصحافة رقم 47 لسنة 2002 انتقد بشدة لأنه يوجه اتهامات جنائية ضد أولئك الذين ينتقدون الملك أو الإسلام أو يهددون الأمن الوطني. ومع ذلك فإن الطرح في الصحف غالبا ما يكون قويا عندما يتم انتقاد الوزراء على سبيل المثال إحدى الصحف انتقدت وزير الإسكان السابق فهمي الجودر لثنائه المثير للسخرية على الملك.
في أكتوبر 2006 أصدرت المحكمة الجنائية فرض حظر على نشر أي أخبار أو معلومات أو التعليق تقرير البندر الذي مازال مستمرا حتى الآن. في الأسابيع التالية أمرت وزارة الإعلام مزودي خدمات الإنترنت حجب العديد من المواقع التي انتهكت الحظر وتشمل مواقع جمعية العمل الوطني الديمقراطي اليسارية ومركز البحرين لحقوق الإنسان والشبكة العربية لمعلومات حقوق الإنسان. رافق الحجب تهديد وزارة الإعلام لأصحاب المواقع باتخاذ الإجراءات القانونية.
يتم حظر العديد من المواقع والمدونات السياسية من قبل الحكومة وفي نوفمبر 2005 طلبت الحكومة من جميع المواقع البحرينية تسجيلها لدى وزارة الإعلام. في أغسطس 2006 منعت السلطات الحكومية الوصول إلى جوجل إيرث وجوجل فيديو. في الآونة الأخيرة حجبت الموقع الشعبي anonymous.com.
واجه المثقفون الليبراليون في الصحافة حملات منسقة ضدهم من قبل الإسلاميين. في عام 2005 تظاهر المئات من الإسلاميين الشيعة خارج مكاتب جريدة الأيام بعد أن نشرت رسما كاريكاتوريا على فوز الإيراني محمود أحمدي نجاد في الانتخابات. في حين نددت حملة سُنِّية ضد رئيس تحرير الصحيفة، عيسى الشايجي في مؤتمر الاتحاد الدولي للصحفيين: «إن الهجمة الشرسة وغير مبررة على زميل محترم وحاليا هو مثال للشخصية المتعصبة وغير ديمقراطية السياسية المتطرفة التي يتزايد استخدامها ضد الصحافة الحرة».
تعود ملكية جميع وسائل البث وتدار من قبل الحكومة. في عام 2005 ألقي القبض على ثلاثة إداريين بأحد المواقع الإلكترونية من قبل قوات الأمن.
في 31 أغسطس 2014 انتقد إصدار حكم بسجن المصور أحمد حميدان 10 سنوات بعد تغطيته احتجاجات عام 2011 بزعم مهاجمة الشرطة.
في ديسمبر 2016، المرصد الأورومتوسطي لحقوق الإنسان أدان سياسات البحرين المقيدة لحرية الصحافة وإبداء الرأي والمتمثلة في توقيف واعتقال العديد من الصحفيين أو تعذيبهم وإخفائهم قسريا. المرصد الدولي أضاف بأن الإعلاميين الذين يحملون آراء مخالفة لهوى الحكومة يتعرضون غالبا للاعتقال بتهم المشاركة في عمليات تخريب أو حتى دعم الإرهاب. الانحدار في مستوى حرية الصحافة في البحرين أدى إلى وقوعها في المركز 142 من أصل 180 على جدول التصنيف العالمي لحرية الصحافة لعام 2016.
في يونيو 2022، أفادت منظمة العفو الدولية أن السلطات البحرينية فشلت في الرد على السجناء الذين يعانون من مرض السل. تجاهلت سلطات السجن باستمرار السجناء الذين ظهرت عليهم الأعراض ولم تسمح لهم بالخضوع لفحص المرض الذي ينتقل عبر الهواء. تم استدعاء بعض السجناء للعودة إلى السجن بعد التأكد من إصابتهم بالمستشفى. أحد الأسرى، أحمد جابر، لم يُنقل إلى المستشفى حتى أصيب بشلل نصف إثر مرضه لمدة 11 شهرًا.

### التجمعات العامة
الحريات السياسية الجديدة تعني أن النشاط السياسي العام والمظاهرات هي أمر شائع: وفقا لأرقام وزارة الداخلية الأرقام فهناك 498 مظاهرة في الشوارع في عام 2006 بزيادة عن 259 في العام السابق.
في يوليو 2005 قالت هيومن رايتس ووتش:
على الرغم من هذا التوقع فإن معهد الجامعة الأوروبية في دراسته عن المجتمع المدني في البحرين في عام 2006 وجد أن:
{{|اقتباس|مظاهرات من جميع الأنواع تحدث على أسس منتظمة على عكس المعتاد في باقي دول المنطقة. القوانين التي تنظم المسيرات والمظاهرات تسبق الإصلاحات. لم يتم تمرير مشروع قانون واحد جديد من قبل مجلس النواب. كما هو الحال مع حرية الصحافة فإنه لا يمكن تقييم الأساس القانوني اللازم للممارسة العامة. عادة لا تتدخل الحكومة أو قوات الأمن في المظاهرات إلا إذا حدث تحولت المسيرة للعنف. هذا النقص في اليقين القانوني يتضح من خلال حديث رئيس الجهاز المركزي للمعلومات، والآن وزير الديوان الملكي لشئون المتابعة محمد بن عطية الله آل خليفة: "عليك أن ترى ما نمارس وليس ما هو مكتوب في القوانين. ممارستنا متحررة جدا. على المرء أيضا أن يرى في أي جزء من العالم نعيش".}}
البحرين هي الدولة الوحيدة في الشرق الأوسط التي أقالت وزراء كبار في الحكومة نتيجة مباشرة لقضية حقوق الإنسان. في عام 2004 عندما أطلقت قوات الأمن الرصاص المطاطي في مظاهرة يقودها الزعماء الدينيين الشيعة أعفى الملك حمد على الفور وزير الداخلية محمد بن خليفة آل خليفة من منصبه الذي ظله من 1971 حتى 2004.
بينما المظاهرات العامة حول مختلف القضايا تجري بانتظام فإنها أدت في بعض الأحيان للاشتباك ما بين الشرطة والمتظاهرين. ألقي القبض على خمسة عشر ناشط شيعي ما بين 16 مايو و20 مايو 2007 في أعقاب اشتباكات مع الشرطة. بقي ثلاثة عشر ناشطا في الحبس (اعتبارا من يونيو 2007) وفقا لجمعية شباب البحرين لحقوق الإنسان. ردا على مشكلة المتظاهرون العنيف فقد دعا مركز تطبيق العمل والاستراتيجيات غير العنيفة ومقره صربيا البحرين لإرسال المتظاهرين لتعليمهم كيفية التظاهر السلمي. في إطار مخطط بدأ في عام 2007 سيتم تعيين اختصاصيون في عدد من المناطق المضطربة لتقديم المشورة بشأن استخدام استراتيجيات الاحتجاج التي لا تنطوي على العنف. من المتوقع أن يتم إرسال ألف شاب للتدريب.
تعرضت وزارة الداخلية لضغوطات من كبار رجال الأعمال في مايو 2007 من أجل اتخاذ إجراءات صارمة على مثيري الشغب. أدت مخاوف بشأن التنظيمات في دعوة نائب رئيس المجلس البلدي للمحافظة الوسطى عباس محفوظ لتعاون أوثق ما بين السياسيين ووزارة الداخلية للقضاء على الشغب بعد التصدي لسكان قرية توبلي ومطاردة ثلاثة رجال ملثمين يزعم تخطيطهم لارتكاب أعمال تخريب باستخدام القنابل الحارقة.
في تقرير صدر في عام 2006 فإن الشبكة العربية لمعلومات حقوق الإنسان وهي عضو في المنظمة الدولية لحرية تبادل التعبير وثقت حالتين لنشطاء حقوق إنسان يتعرضون لمضايقات من قبل السلطات الحكومية من خلال الاعتداءات الجسدية والجنسية وتلفيق التهم.

## حقوق المرأة والمساواة بين الجنسين
و
وصفت تحركات الملك حمد لتعزيز حقوق المرأة من خلال منظمة العفو الدولية بأنها تمثل الفجر الجديد للمرأة البحرينية. في عام 2002 صوتت النساء للمرة الأولى في الانتخابات الوطنية وأعطيت حقوق سياسية متساوية مع الرجال.
ومع ذلك فقد أثبتت هذه الإصلاحات أنها مثيرة للجدل بسبب دعوات معارضة الإصلاح من المحافظين والعائلة المالكة. في عام 2002 بقرار الملك حمد منحت المرأة حق التصويت والحقوق السياسية المتساوية مع الرجال حيث عارضت 60% من النساء هذا القرار استطلاع عام. السلفيون أعلنوا عن معارضتهم لمشاركة المرأة في مجلس النواب ولم تقم أي جمعية سياسية إسلامية (شيعية كانت أم سنّية) بترشيح أي امرأة للانتخابات. فازت امرأة واحدة بمقعد في مجلس النواب في عام 2006 على الرغم من أن فوزها جاء في دائرة انتخابية ذات كثافة سكانية منخفضة في جنوب البلاد حيث نظر إليها البعض أن الحكومة خططت من أجل رؤية فوز امرأة بمقعد في مجلس النواب.
أدى تحالف السلفيين والإسلاميين الشيعة عن طريق جمعية الأصالة الإسلامية وجمعية الوفاق الوطني الإسلامية على التوالي إلى معارضة إقرار قانون الأحوال الشخصية المدعوم من قبل ناشطات في مجال حقوق المرأة في عام 2005 والذي يتضمن حماية حقوق النساء في الزواج والطلاق وشؤون الأسروية الأخرى. أجبرت المظاهرات والتهديد الضمني للتصعيد من قبل أولئك الذين نظموا لها الحكومة بسحب قانون مما أوحى بهزيمة كبيرة لنشطاء حقوق المرأة.
وصفت رئيس منظمة العفو الدولية البحرين فوزية ربيعة انتصار الجمعيات السياسية الإسلامية في انتخابات عام 2006 بتهديد حقوق المرأة وعلى أنه أمر خطير جدا ودعت النساء إلى القيام بكل ما في وسعهن لمحاربة القوانين الجديدة التي سيتم اقترحتها جديدة تحت قبة مجلس النواب التي يمكن أن تحد من حريتهن. قال النائب المنتخب حديثا السيد عبد الله العالي من جمعبة الوفاق أنه يدعو لوضع تشريع لتقييد حقوق عمل المرأة من خلال منع النساء من خلال تخصيص وظائف معينة للذكور فقط. قال فوزية: «هذا النوع من التفكير خطير وأنا واثقة من أننا سنواجه تحدي كبير جدا مع مجلس النواب. أنا قلقة حول هذا فإنه أمر خطير للغاية». أعربت رئيسة الاتحاد النسائي البحريني مريم الرويعي استغرابها من اقتراحات النائب قائلة: «هذا لا يتفق مع إصلاحات الملك التي تعطي الرجل والمرأة نفس حقوق التعليم والعمل. في البحرين فإن النساء يشكلن 26% من من القوى العاملة وهناك المزيد من الفتيات في المدارس والجامعات ونتائجهن أفضل من الرجال. أنا قلقة لأن مجلس النواب لم يبدأ العمل بعد وأنه [السيد عبد الله العالي] قال شيئا من هذا القبيل وهو بداية سيئة».
غادة جمشير الناشطة الأبرز في مجال حقوق المرأة في البحرين وصفت إصلاحات الحكومة بأنها اصطناعية وهامشية. في بيان في ديسمبر 2006 قالت:

### احتجاجات النساء 2011
وفقا لتقارير منظمات حقوق الإنسان البحرينية فإنها ذكرت أنه تم اعتقال المئات من النساء في الأسابيع الأخيرة قبل 30 مايو 2011 وهو أول استهداف للنساء على مستوى العالم العربي ضمن الربيع العربي وفقا للمحللين في المنطقة.

## حقوق الطفل
في مارس / آذار 2021، زعمت هيومن رايتس ووتش ومعهد البحرين للحقوق والديمقراطية أن الأطفال الذين تتراوح أعمارهم بين 11 و 17 عامًا محتجزون من قبل شرطة البحرين بسبب قضايا متعلقة بالاحتجاجات منذ منتصف فبراير 2020. تم احتجاز الأطفال دون داع خلال الذكرى العاشرة لانتفاضة 2011 المؤيدة للديمقراطية. وزعمت المجموعات أن الأطفال تعرضوا للضرب والتهديد بالاغتصاب والصعق بالصدمات الكهربائية من قبل قوات الأمن البحرينية. أصيب طفل يبلغ من العمر 13 عامًا بضرب على رأسه، فيما واصلت الشرطة تهديداته باغتصابه، وصعقه بالصدمات الكهربائية من بطارية السيارة، وضرب أعضائه التناسلية. منعت النيابة والشرطة آباء ومحامي الأطفال من الحضور أثناء الاستجوابات حيث تم ترويع الأطفال للاعتراف.
اعتقل الطفل حسين سيد طاهر البالغ من العمر 15 عامًا تعسفيًا عن عمر يناهز 12 عامًا وحكم عليه بالسجن 8 سنوات. أضرب عن الطعام في أغسطس 2021 حيث كان يتعرض لسوء المعاملة من قبل السلطات البحرينية.
في 7 فبراير 2022، قالت هيومن رايتس ووتش ومعهد البحرين للحقوق والديمقراطية (BIRD) إن السلطات البحرينية احتجزت ستة أطفال، تتراوح أعمارهم بين 14 و 15 عامًا، دون أي تبرير كتابي. كانوا محتجزين في مرفق رعاية الأطفال. ورفضت السلطات طلبات الأهالي بزيارة أبنائهم والتواجد أثناء استجوابهم. وقعت جرائم الأطفال المزعومة في ديسمبر 2020 أو يناير 2021، عندما كانا في سن 13 و 14 عامًا. وزعم مكتب النيابة العامة أن الأولاد أتلفوا سيارة بالقرب من مركز للشرطة بإلقاء زجاجات حارقة.

## العمل
وفقا للتقرير السنوي للاتحاد الدولي لنقابات العمال الحرة في عام 2006 فإنه يسمح للعمال بتشكيل نقابات خاصة بهم. وفقا للتقرير السنوي:
يمكن تشكيل نقابة واحدة فقط في كل منشأة ولكن لا يلزم الحصول على إذن مسبق لتشكيل نقابة. الشرط الوحيد هو أن يتم إبلاغ وزارة العمل مع ذكر أسماء الأعضاء المؤسسين.
تم تقديم قانون النقابات العمالية المعدل الذي من شأنه أن يسمح للموظفين الحكوميين تشكيل النقابات العمالية ولكن من شأنه أن يزيل حماية بعض حقوق العمال إلى مجلس النواب في أكتوبر 2004. ومع ذلك لم تتم الموافقة عليه إلا قبل نهاية عام 2005 بقليل.
كان قلق الاتحاد الدولي لنقابات العمال الحرة الرئيسي في تقريرها لعام 2006 أن قانون العمل الجديد سيكون أكثر تقييدا لحقوق العمال بكثير وذكر الاتحاد الدولي قائلا:
زار وفد رسمي من منظمة العمل الدولية البحرين لتقديم ندوة عن العمل النقابي أقيمت تحت رعاية وزارة العمل ووصف بعض قوانين العمل في البحرين بأنها لا تتماشى مع المعايير الدولية. وفقا لنائب رئيس قسم معايير العمل الدولية في منظمة العمل الدولية كارين كيرتس فإنه يوجد تقييد لعقد الإضرابات في البحرين.
ردا على الإصلاحات العمالية للحكومة فقد دعي ولي العهد البحريني سلمان بن حمد آل خليفة كضيف شرف إلى جلسة 96 لمنظمة العمل الدولية حيث كانت فرصة للإعلان عن عقد أول حوار إقليمي حول القضايا العمالية في البحرين. «هذا سيعطي الدول التي تجند القوى العاملة وتلك التي توفر لها فرصة للدخول في مناقشة مفتوحة وصادقة عن أثر العولمة». وصف المدير العام لمنظمة العمل الدولية خوان سومافيا ولي العهد بالمبتدع وصاحب رؤية حديثة ملتزمة بالتغيير وإيمان بالحوار. لاحظ سومافيا أن البحرين كانت أحد رواد البرامج القطرية للعمل اللائق بدءا بالبرنامج التجريبي في عام 2002.

### العمال المهاجرون
وفقا لهيومن رايتس ووتش فإنه اعتبارا من عام 2011 كان هناك أكثر من 458 ألف عامل مهاجر في البحرين والكثير منهم يعانون من عدم استلام رواتب ومصادرة جوازات السفر والسكن غير الآمن وساعات العمل المفرطة والاعتداء الجسدي. تدابير الحكومة الوقائية غير فعالة إلى حد كبير.
في أغسطس 2009 اعتمدت البحرين قرار 79/2009 بالسماح للعمال المهاجرين باستثناء خدم المنازل بالمزيد من الحرية في تغيير وظائفهم. وفقا لهيومن رايتس ووتش فإنه اعتبارا من عام 2011 فإن العديد من العمال كانوا يجهلون من هذا الحق.
في عام 2007 أصدرت الحكومة تشريعا لحظر عمال البناء والعمال الآخرون في الهواء الطلق ما بين الساعة الحادية عشر ظهرا إلى الساعة الثالثة عصرا خلال فصل الصيف من العمل. الغالبية العظمى من المتورطين في مثل هذا النوع من العمل هم من العمالة الوافدة من شبه القارة الهندية. أيدت هذه الخطوة حملة تفتيش ضخمة من قبل وزارة العمل لضمان أن الشركات أطاعت القرار. انتقدت شركات البناء الحظر قائلة أن قرار الحكومة من شأنه أن يؤخر مشاريعها ولكن رحب ممثلي حماية العمال المهاجرين ومنظمات حقوق الإنسان بخطوات وزارة العمل.
ذكر تقرير الاتحاد الدولي لنقابات العمال الحرة السنوي لعام 2006 أن العمال الأجانب يعاملون بقسوة:
على الرغم من هذه الإصلاحات فإن البحرين لا تزال في المستوى الثالث في مجال الاتجار بالبشر حسب تقرير وزارة الخارجية الأمريكية وهو المستوى الأسوأ الذي يضم الدول التي تبذل جهودا ضئيلة أو معدومة لتحسين الوضع.

## التبييض الأكاديمي
أفاد المركز الأوروبي للديمقراطية وحقوق الإنسان في نوفمبر 2021 أن البحرين تستخدم التعاون المؤسسي لإخفاء سجلات حقوق الإنسان المزرية. تستند هذه المشراكات بين مؤسسة أكاديمية ونظام مسيء على مفهوم التبييض الأكاديمي.قد يشمل ذلك تلقي الأموال أو التبرع بها، والزيارات المنتظمة لتقوية العلاقات، والمشاركة في نشر معلومات مضللة، ودورات تعليمية، على الرغم من الوعي بانتهاكات حقوق الإنسان في البلدان. وفقًا للتقرير، كانت البحرين تستخدم إستراتيجية التبييض الأكاديمي هذه لإخفاء سجلّها من التمييز المنهجي ضدّ المسلمين الشيعة، والتعصب الدّيني، وقمع حرّية التعبير. يحافظ سفير البحرين لدى الولايات المتحدة على علاقة مع جامعة بوسطن وجامعة سوفولك، في حين أن لديه تاريخًا في اهمال على انتهاكات حقوق الإنسان التي ترتكبها الحكومة البحرينية، بما في ذلك ظروف السجون ومراكز الاحتجاز حيث يتمّ احتجاز المدافعين عن حقوق الإنسان بشكل تعسفيّ. إلى جانب ذلك، تشارك جامعة هيدرسفيلد ومقرها المملكة المتحدة أيضًا بشكل مباشر مع الأكاديمية الملكية للشرطة في البحرين التي وهي منظمة اتُهمت مرارًا بالتورط في التعذيب. ومن الأمثلة الأخرى الجامعة الإيطالية «لا سابينزا»، التي افتتحت منصب «أستاذ جديد» لتكريم ملك البحرين.

## منظمات حقوق الإنسان
هناك العديد من المنظمات غير الحكومية لحقوق الإنسان في البحرين والمنظمات غير الحكومية الأخرى العاملة في مجالات ذات الصلة مثل حقوق المرأة وحقوق الطفل والعمال المهاجرين. أبرز منظمات هي الجمعية البحرينية لحقوق الإنسان ومركز البحرين لحقوق الإنسان اللتان كانتا في كثير من الأحيان تنتقدان انتقادات شديدة بعضها البعض حيث يتهم المركز الجمعية بأنه مقرب من الحكومة من دون مبرر. شملت المنظمات غير الحكومية الأخرى العاملة ما بين 2008 و2010 منها جمعية البحرين لمراقبة حقوق الإنسان والتي تأسست في نوفمبر 2004 وهي أول جمعية بها أعضاء يهود ومسيحيين ومسلمين وكانت نشطة خاصة في الدفاع عن حقوق المرأة والطفل وحقوق العمال الاجانب بالبحرين وجمعية شباب البحرين لحقوق الإنسان ولجنة العريضة النسائية ولجنة الشهداء وضحايا التعذيب ومكتب حقوق الإنسان التابع لحركة حق من أجل الحرية والديمقراطية ولجنة المواطنة أقل ولجنة التنسيق للدفاع عن المعتقلين السياسيين.
اعتبارا من عام 2011 فإن عدة منظمات غير حكومية لحقوق الإنسان بما في أول ثلاثة أسماء ذكرت في الفقرة السابقة أغلقت بالإضافة إلى جمعية حماية العمال المهاجرين.
في أعقاب احتجاجات عام 2011 فإن منظمة أطباء من أجل حقوق الإنسان أصبحت معترفا بها دوليا لعملها في فضح انتهاكات حقوق الإنسان في البحرين خاصة فيما يتعلق بالحياد الطبي. أصدرت المنظمة تقريرا بعنوان لا ضرار: دعوة للبحرين لإنهاء الهجمات المنهجية على الأطباء والمرضى في أبريل 2011 فيه بالتفصيل اضطهاد الحكومة للمهنيين الطبيين.
الشيعة رايتس ووتش وهي منظمة غير حكومية مقرها في واشنطن العاصمة فضحت الانتهاكات ضد المسلمين الشيعة في البحرين. نشرت المنظمة تقريرا بعنوان المعاملة اللاإنسانية في استهداف الشيعة: تقرير البحرين عام 2011 الذي يوثق القمع المنهجي على المسلمين الشيعة من قبل حكومة البحرين.

## المؤسسة الوطنية لحقوق الإنسان
في عام 2008 أعلنت الحكومة خلال الاستعراض الدوري الشامل لسجلها في مجال حقوق الإنسان في مجلس حقوق الإنسان في الأمم المتحدة عن خطط لإنشاء مؤسسة وطنية لحقوق الإنسان في البحرين. مكتب المفوض السامي لحقوق الإنسان ووزارة الخارجية نظما معا ورشة عمل في المنامة باستضافة خبراء من المؤسسات الوطنية في حقوق الإنسان من الأردن والمغرب وايرلندا الشمالية للالتقاء بمجموعة واسعة من أفراد المجتمع المدني البحريني. تم تأسيس المؤسسة الوطنية حسب الأصول من قبل الملك في 11 نوفمبر 2009 من خلال المرسوم الملكي رقم 46/2009.
في 25 أبريل 2010 صدر مرسوم ملكي رقم 16/2010 بتعيين 17 رجلا وخمس نساء كأول أعضاء في المؤسسة الوطنية بما في ذلك نشطاء بارزين في مجال حقوق الإنسان مثل سلمان السيد علي كمال الدين نائب الأمين العام السابق للجمعية البحرينية لحقوق الإنسان المستقلة رئيسا. بينما رحبت منظمة العفو الدولية بالمرسوم فإن منظمات غير حكومية بما في ذلك مركز البحرين لحقوق الإنسان شكككت في مصداقية واستقلالية المؤسسة الجديدة. زعم المركز أن العديد من المرشحين الاثنين والعشرين يمتلكون مناصب في وزارات أو هيئات حكومية أو منظمات مدعومة مثل جمعية البحرين لمراقبة حقوق الإنسان وجمعية الحقوقيين وجمعية الحريات العامة وحقوق الإنسان.
في 6 سبتمبر 2010 استقال سلمان كمال الدين من رئاسة المؤسسة احتجاجا على فشل المؤسسة في انتقاد اعتقال الناشطين المؤيدين للديمقراطية.